# Cuộc vây hãm Fredriksten

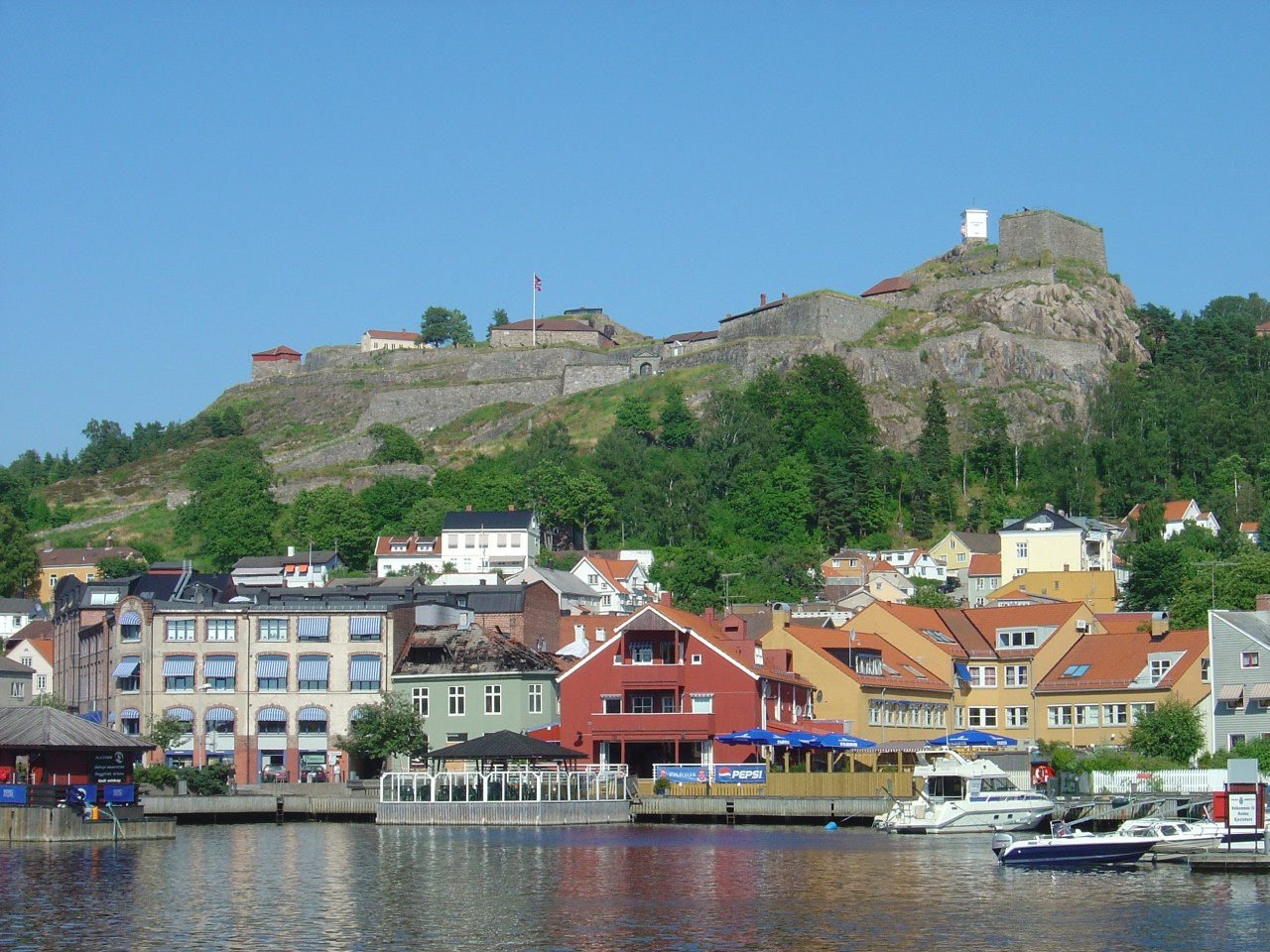
Cuộc vây hãm Fredriksten

Cuộc vây hãm Fredriksten là bước ngoặt trong cuộc Đại chiến Bắc Âu. Có thể coi đây là thắng lợi quyết định của quân Na Uy.
Cuộc vây hãm kéo dài mãi mà vẫn giằng co. Hai bên tranh chấp khốc liệt.
Thời gian làm thay đổi cục diện cuộc vây hãm có lẽ là một buổi tối, khi Karl XII tiến hành giám sát quân Thuỵ Điển đào hào. Một số tướng lĩnh ngăn cản ông, nhưng Karl vẫn tự tin và nói với tướng lĩnh của ông rằng sẽ không sao đâu. Không ngờ ngay sau đó, họ thấy tay ông buông thõng xuống. Hoá ra là ông đã chết. Một viên đạn bắn ra từ trong thành, trúng vào Karl làm Karl chết ngay lập tức. Ngay lúc đó, quân Thuỵ Điển rút lui, và lúc này Charles đã vĩnh viễn về nước.
Đây không phải là thắng lợi chiến thuật nhưng là thắng lợi quyết định về chiến lược của quân Na Uy. Những năm tháng phục hồi lại sự huy hoàng của Gustav II Adolf đã hết. Bây giờ Thuỵ Điển đã bị mất ưu thế trong cuộc chiến tiếp tục diễn biến.